# Новозеландски долар
Вижте пояснителната страница за други значения на долар.
Новозеландският долар (на английски: New Zealand dollar, на маорски: Tāra o Aotearoa) е официалното разплащателно средство и парична единица в Нова Зеландия. Дели се на 100 цента. Въведен е през 1967 г., за да замени Новозеландския паунд.
Доларът е въведен на 10 юли 1967 г. вместо Новазеландския паунд (лира), като 1 паунд се разменя за 2 долара. От 1999 г. се печатат банкноти на специална тънка пластмаса – това са, тъй наречените полимерни банкноти.

## Монети и банкноти

### Монети
Има монети от 10, 20, 50 цента и от 1 и 2 долара.

### Банкноти
Емитират се банкноти от 5, 10, 20, 50 и 100 долара.